# Eu Faço Cultura
Eu Faço Cultura é um projeto financiado com recursos do Imposto de Renda de Pessoa Física (IRPF), surgiu em 2006. É uma iniciativa da Federação Nacional das Associações de Empregados da CAIXA (FENAE) que mobiliza os empregados da instituição. Os colaboradores, empregados ativos e inativos, se tornaram financiadores da cultura no país ao destinar parte do IRPF, contribuindo para a Lei Rouanet (Lei 8313/1991). A participação de contribuintes do IRPF para a Lei passou para mais de 10 mil doações nos últimos anos. Desse total, mais de 80% são de empregados da Caixa Econômica Federal.

## Histórico
SOBRE A CAPTAÇÃO
Financiado prioritariamente com recursos do Imposto de Renda de Pessoa Física (IRPF), o projeto Eu Faço Cultura é uma iniciativa da Federação Nacional das Associações de Empregados da CAIXA (FENAE) que mobiliza os empregados da CAIXA.
Os colaboradores, empregados ativos e inativos da CAIXA, destinam até 6% do imposto devido, por meio da Lei Rouanet (Lei 8313/1991), para o financiamento dos produtos culturais distribuídos pelo Eu Faço Cultura.
A média de participação de contribuintes do IRPF para a Lei passou de cerca de 3.500 para mais de 18 mil doações nos últimos anos.
Financiado prioritariamente com recursos do Imposto de Renda de Pessoa Física (IRPF), o Programa Eu Faço Cultura é uma iniciativa da Federação Nacional das Associações de Empregados da CAIXA (FENAE) que mobiliza os empregados da CAIXA.
Além das doações de Pessoas Físicas, o projeto conta atualmente com dois parceiros Pessoas Jurídicas: Caixa Seguradora e Wiz Corretora.
O projeto cumpre objetivos essenciais propostos pela Lei de Apoio à Cultura: amparo ao pequeno e médio produtor cultural, descentralização das produções culturais brasileiras para além do eixo Rio-São Paulo, incentivo às novas produções, formação de plateia e democratização de acesso.
SOBRE OS FORMATOS
O modelo de captação acontece da mesma maneira desde 2006, no entanto a execução do projeto já se modificou algumas vezes. 
De 2007 a 2012: Nesses anos, ocorreram as versões Instrumental e MPB. O primeiro trata-se de uma série de Oficinas de Música, Percussão e Produção Musical em regiões carentes de 57 cidades brasileiras. Depois das Oficinas, um grupo de participantes destas Oficinas se apresentava no palco principal do projeto MPB junto com a banda instrumental de abertura. Já o segundo se refere a uma série shows de grandes nomes da música brasileira como Vanessa da Mata, Seu Jorge, Nando Reis, Paralamas do Sucesso, Titãs, Ney Matogrosso, Zeca Baleiro e muitos outros.
De 2014 a 2015: Nestes dois anos, o Eu Faço Cultura se transformou em uma série de 16 Eventos Culturais em regiões carentes de 15 cidades brasileiras. A ação contava com Oficinas de Percussão , Dança, Circo, Fotografia e Artes Plástica, além de shows de música instrumental, apresentações teatrais, atividades com materiais recicláveis e apresentação de cinema ao ar livre.
Desde 2016: Num esforço de se manter sempre adaptado ao contexto social em que se insere, assim como de levar sempre mais cultura a cada vez mais pessoas, o projeto se reinventou novamente. No formato que entrou no ar em 2016, a partir de uma plataforma digital, o projeto compra ingressos e produtos culturais e os disponibiliza para beneficiários de programas sociais do governo, microempreendedores individuais, estudantes de escolas públicas e pessoas de baixa renda. Distribuindo ingressos gratuitos para quem mais precisa e apoiando milhares de produtores culturais em todo o Brasil. 
O FORMATO ATUAL:
Em 16 meses de execução, o projeto distribuiu mais de 130.000 produtos culturais nas 5 regiões brasileiras. 
Além de contar com produtos com impacto nacional como cinema e distribuição de livros, o Eu Faço Cultura já distribuiu ingressos de espetáculos em 134 cidades.
QUEM PODE PARTICIPAR?
Para vender seus produtos para o projeto: Produtores culturais de diversas áreas (circo, dança, teatro e exposições de arte), exibidoras de cinemas e editoras de livros.
Para resgatar gratuitamente produtos culturais: estudantes da rede pública de ensino em formação sociocultural e profissional, idosos, pessoas com deficiência,  Microempreendedores – MEI, "Nano Empreendedores",  famílias que participam de programas do Governo Federal, tais como "Minha Casa, Minha Vida", "Brasil sem Miséria" e "Bolsa Família", bem como à população brasileira de baixa renda, nos termos do Decreto nº 6.135/2007. 

## Lei Rouanet
A Lei Rouanet surgiu em 1991 como um importante incentivo fiscal para os patrocinadores da cultura brasileira. Embora bastante utilizada por empresas (Pessoas Jurídicas) que destinam parte do seu imposto de renda devido para projetos incentivados pelo Ministério da Cultura, a Lei Rouanet praticamente não é utilizada por Pessoas Físicas considerando o potencial de pessoas que pode utilizar o benefício fiscal (em torno de 24 milhões). A modalidade é prevista na lei e significa um potencial de destinação de recursos superior ao das Pessoas Jurídicas.
A destinação por pessoas Físicas de parte do IR devido é uma das poucas ferramentas, e das mais efetivas, que permitem ao cidadão comum exercer um poder discricionário sobre a utilização do dinheiro que ele paga ao governo. A união de comunidades e empresas traz uma nova perspectiva para o incentivo à cultura no Brasil.

## Imposto de Renda de Pessoa Física
O Imposto de Renda de Pessoa Física (IRPF) é um imposto federal brasileiro que incide sobre a todas as pessoas que tenham obtido um ganho acima de um determinado valor mínimo. Anualmente, este contribuinte é obrigado a prestar informações pela Declaração de Ajuste Anual (DIRPF), para apurar possíveis débitos ou créditos. É pago pelas pessoas físicas, sendo calculado com base em sua renda. A alíquota é variável e proporcional à renda tributável. Contribuintes com renda até determinado valor são considerados isentos.